# Wikipédia en hébreu
Wikipédia en hébreu (ויקיפדיה: האנציקלופדיה החופשית) est l’édition de Wikipédia en hébreu, langue sémitique parlée en Israël. L'édition est lancée le 11 mai 2001 ou en juillet 2003 Son code est : he.
Au 20 mars 2025, l'édition en hébreu contient 372 020 articles et compte 1 197 831 contributeurs, dont 3 043 contributeurs actifs et 31 administrateurs.

## Présentation

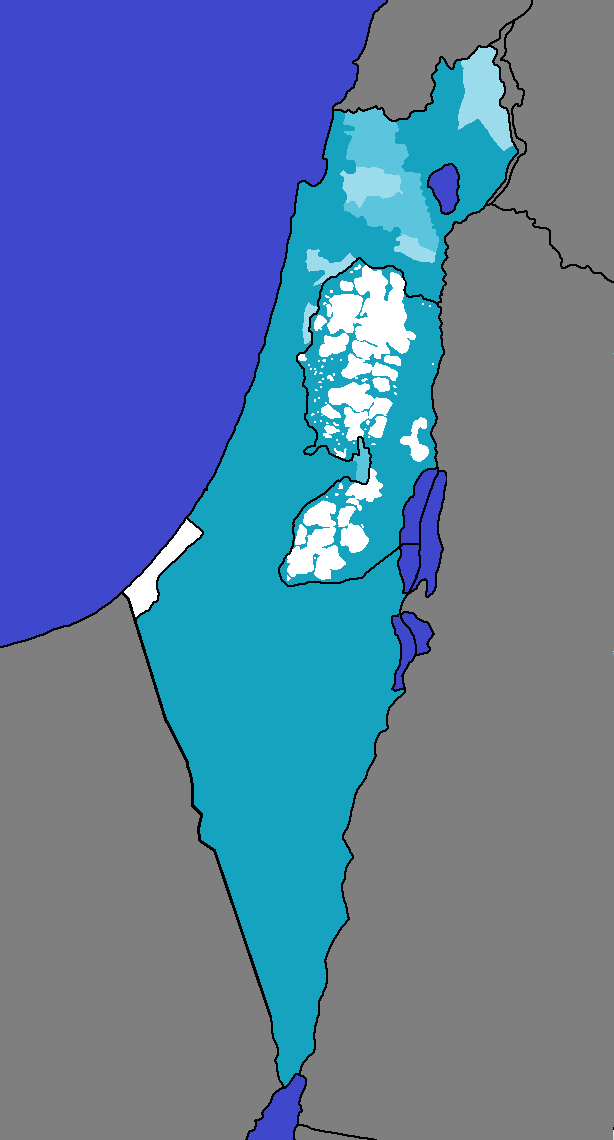
Aire de diffusion de l'hébreu en Israël.
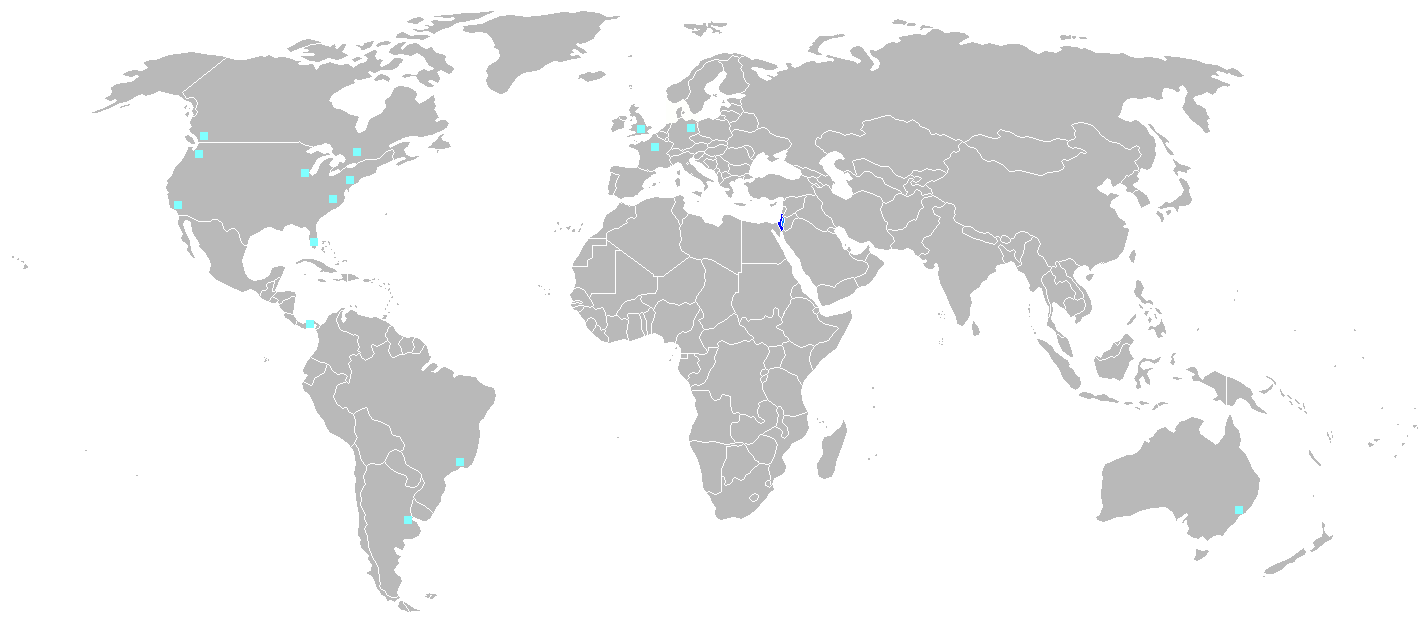
Aire de diffusion de l'hébreu dans le monde.

## Statistiques

Au passage des 300000 articles.

- 8 juillet 2003 : l'édition de Wikipédia en hébreu est dans les faits lancée.
- 25 octobre 2003 : le 1 000e article est écrit.
- 10 septembre 2004 : le 10 000e article est paru.
- 20 septembre 2004 : la version hébreu du Drapeau du Kazakhstan est devenu le millionième article créé sur tous les Wikipédias.
- 29 mai 2005 : le 20 000e article est écrit.
- 4 janvier 2006 : le 30 000e article est écrit.
- 3 juillet 2006 : le 40 000e article est écrit.
- 24 décembre 2006 : le 50 000e article est écrit.
- 12 juillet 2007 : le 60 000e article est écrit.
- 8 janvier 2008 : le 70 000e article est écrit.
- 25 avril 2008 : le 75 000e article est écrit.
- 2 août 2008 : le 80 000e article est écrit.
- 30 mars 2009 : le 90 000e article est écrit.
- 10 janvier 2010 : le 100 000e article est écrit.
- 29 août 2013 : le 150 000e article est écrit.
- 28 décembre 2016 : le 200 000e article est écrit.
- août 2019 : elle compte 250 000 articles et 545 000 utilisateurs enregistrés.
- 4 octobre 2022 : elle contient 323 327 articles et compte 1 011 490 contributeurs, dont 2 901 contributeurs actifs et 32 administrateurs.
- 11 août 2024 : elle contient 359 701 articles et compte 1 173 101 contributeurs, dont 3 250 contributeurs actifs et 27 administrateurs.